# Весёлая Поляна (Омская область)
Весёлая Поляна — посёлок в Любинском районе Омской области. Административный центр Весёлополянского сельского поселения.

## География
Населённый пункт находится на юго-западе центральной части Омской области, в лесостепной зоне, в пределах Ишимской равнины, при автодороге 52Н-162.

## История
Основан в 1931 году как центральная усадьба вновь образованого совхоза совхоза № 49.

## Население
| 2010 |
| ---- |
| 483  |

### Национальный состав
Согласно результатам переписи 2002 года, в национальной структуре населения русские составляли 78 % из 704 чел.

## Инфраструктура
Основа экономики — сельское хозяйство.
Действует Весело-Полянский сельский дом культуры, администрация поселения.

## Достопримечательности
В центре посёлка находится монумент Воинам, погибшим в Великой Отечественной войне.

## Транспорт
Посёлок доступен автотранспортом.